# 近野宏明
近野 宏明（こんの ひろあき）は、日本のジャーナリスト。日本テレビ報道局記者、解説委員。

## 人物
- 甘い食べ物、歌舞伎、乗り物（鉄道、飛行機、自動車等）が好きである。『ニュースプラス1』の取材でやった時刻表検定試験3級の資格を持っている。2006年11月17日より、駅探サイト内のコーナー「近野宏明 乗りもノート」を始めた[1][2][3]。

## 経歴
新潟県立新津高等学校、早稲田大学第一文学部卒業後、1995年4月同社入社。同期には下川美奈（記者）、矢島学（アナウンサー）、魚住りえ（現フリーアナウンサー）、町亜聖（現フリーアナウンサー）らがいる。報道局に配属。報道局社会部記者として活躍したのち2001年3月よりキャスター室兼務となり、重大な事件・事故、緊迫する世界、大規模災害時には これまで数多くの特設ニュースを担当した他、朝の情報番組やワイドショーのニュースコーナーや真相報道 バンキシャ!のニュースキャスターも務めた。11年目の春からは平日夕方の『NNNニュースプラス1』のちの『NNN Newsリアルタイム』のメインキャスターを笛吹雅子キャスターと共に担当した。2010年4月からは キャスター業から一旦離れ、報道局政治部記者として現場復帰。2013年からは『NNNワシントン支局』に配属となり、海外特派員を経て同支局長に就任。2016年1月 日本に帰国。帰国後は『深層NEWS』のメインキャスターに就任。3年間のキャスターを経て、2019年9月27日を以て キャスターを退任。2021年度より 報道局経済部に異動。報道局経済部デスクを経て、同局の国際部デスクを務めている。

## 実績

### 主な取材
- 【報道局社会部記者】時代
  - 1995年5月、『オウム真理教事件』を遊軍記者として取材。同年12月、『沖縄・基地問題』担当。1997年6月、『文部省』担当。教育改革・教科書問題等を取材。1999年6月、『国税庁』担当。東海村臨界事故では 被爆した職員の病状を取材。2000年6月からは 遊軍記者を再び担当。

- 【『NNN Newsリアルタイム』メインキャスター】時代
  - 秋田県の女児と男児殺害事件、乗り物等の取材。

- 【報道局政治部記者】時代
  - 民主党担当キャップを担当。

- 【NNNワシントン支局 特派員から支局長】時代
  - オバマ大統領を2年半追い続け、アメリカ大統領選挙直後の人事異動により日本に帰国。
- 【報道局経済部デスク】時代
  - 『相次ぐ値上げ、日本経済の現状と今後』をOha!4 NEWS LIVEにて解説。

## エピソード

### オウム真理教事件
オウム真理教が忌まわしい事件を起こしていた頃、幾つかのオウム事件を現場で取材。これが記者としてのスタートであった。その後、『アメリカ兵士による少女暴行事件』等で揺れていた沖縄の基地問題担当となり、2年半 東京と沖縄を往復。沖縄取材は『NNNきょうの出来事』等で特集ニュースに結実。1997年夏から2年間に亘り、文部省を担当。社会問題としてクローズアップされていた教育改革・少年問題に取り組み、先駆け的な学校での長期取材を『NNNドキュメント99』に纏めた。更に国税庁担当。遊軍記者を歴任。『NNNニュースプラス1』等で担当分野の解説を数多く担当してきた。2001年3月よりキャスター室兼務となる。

## 過去の担当番組
レギュラー番組
| 期間          | 期間          | 番組名                       | 役職                              |
| ------------- | ------------- | ---------------------------- | --------------------------------- |
| 2000年10月7日 | 2001年9月29日 | NNNニュースプラス1・サタデー | キャスター                        |
| 2001年4月2日  | 2001年9月28日 | ジパングあさ6                | 『NNNニュースジパング』キャスター |
| 2001年4月2日  | 2002年3月29日 | レッツ!                      | ニュースコーナーキャスター        |
| 2001年10月1日 | 2003年9月26日 | ズームイン!!SUPER            | 『NNNニュースSUPER』キャスター    |
| 2002年4月1日  | 2003年9月26日 | ザ!情報ツウ                  | ニュースコーナーキャスター        |
| 2003年10月5日 | 2005年4月3日  | 真相報道 バンキシャ!         | ニュースコーナーキャスター        |
| 2005年4月4日  | 2006年3月31日 | NNNニュースプラス1           | キャスター                        |
| 2005年10月3日 | 2006年3月30日 | ラジかる!!                   | 『先出し!プラス1』キャスター      |
| 2006年4月3日  | 2010年3月26日 | NNN Newsリアルタイム         | キャスター                        |
| 2017年1月4日  | 2019年9月27日 | 深層NEWS（BS日テレ）         | キャスター                        |

## 現在の担当番組
| 期間          | 期間 | 番組名      | 役職                                                                       |
| ------------- | ---- | ----------- | -------------------------------------------------------------------------- |
| 2022年2月28日 | 現在 | news every. | 16時台コーナー『ナゼナニっ?』→『知りたいッ!』→『みんなのギモン』月曜日担当 |

その他
- 報道特別ドラマスペシャル 生と死を分けた理由…アース・クエイク 平成18年春・東京大震災（2006年4月3日） - 本人役で出演
- おもいッきりイイ!!テレビNewsエスプレッソ（2008年8月25日 - 26日）
- おもいッきりDON!丸岡いずみのDONDON取材中（2009年9月28日 - 10月2日）
  - 共に丸岡いずみの代理